# 알멜로-잘츠베르겐선
알멜로-잘츠베르겐선(네덜란드어: Spoorlijn Almelo–Salzbergen, 독일어: Bahnstrecke Almelo–Salzbergen)은 네덜란드 오버레이설주 알멜로와 독일 니더작센주 잘츠베르겐을 잇는 복선 전철화된 간선 노선이다. 네덜란드와 독일의 국경역은 바트 벤트하임역이며, 이 역을 기점으로 네덜란드와 독일의 전철화 및 보안 장치가 변경된다.

## 역사
알멜로-잘츠베르겐선 노선 건설은 1862년 8월 18일에 설립된 네덜란드의 알멜로-잘츠베르겐 철도회사(Spoorweg-Maatschappij Almelo-Salzbergen, AS)에서 주도했다. 노선의 목적은 알멜로 및 트벤터 지역과 하노버 왕립철도(Königlich Hannöversche Staatseisenbahnen)의 하노버 서부선과의 연결로, 1865년 10월 18일에 개통했다. 이 노선은 네덜란드와 독일을 연결하는 최초의 철도 노선이다. 개통 당시에는 네덜란드 쪽으로는 노선이 연결되지 않았다가, 1865년 11월에는 쥣펀에서 헹엘로 방면으로 노선이 연결되었다.
개통 당시에는 단선 철도로 개통되었으나, 즈볼러 및 데벤터르 방면으로 노선이 연결되면서 교통량이 증가했다. 1902년에는 알멜로-헹엘로 구간이 복선화되었고, 헹엘로 일대 철도가 제방 위로 올라갔다. 제방 조성을 위해 골재를 채취한 곳에는 인공 호수가 조성되었다. 헹엘로-올덴잘 구간은 1905년부터 1913년까지 복선화되었다.

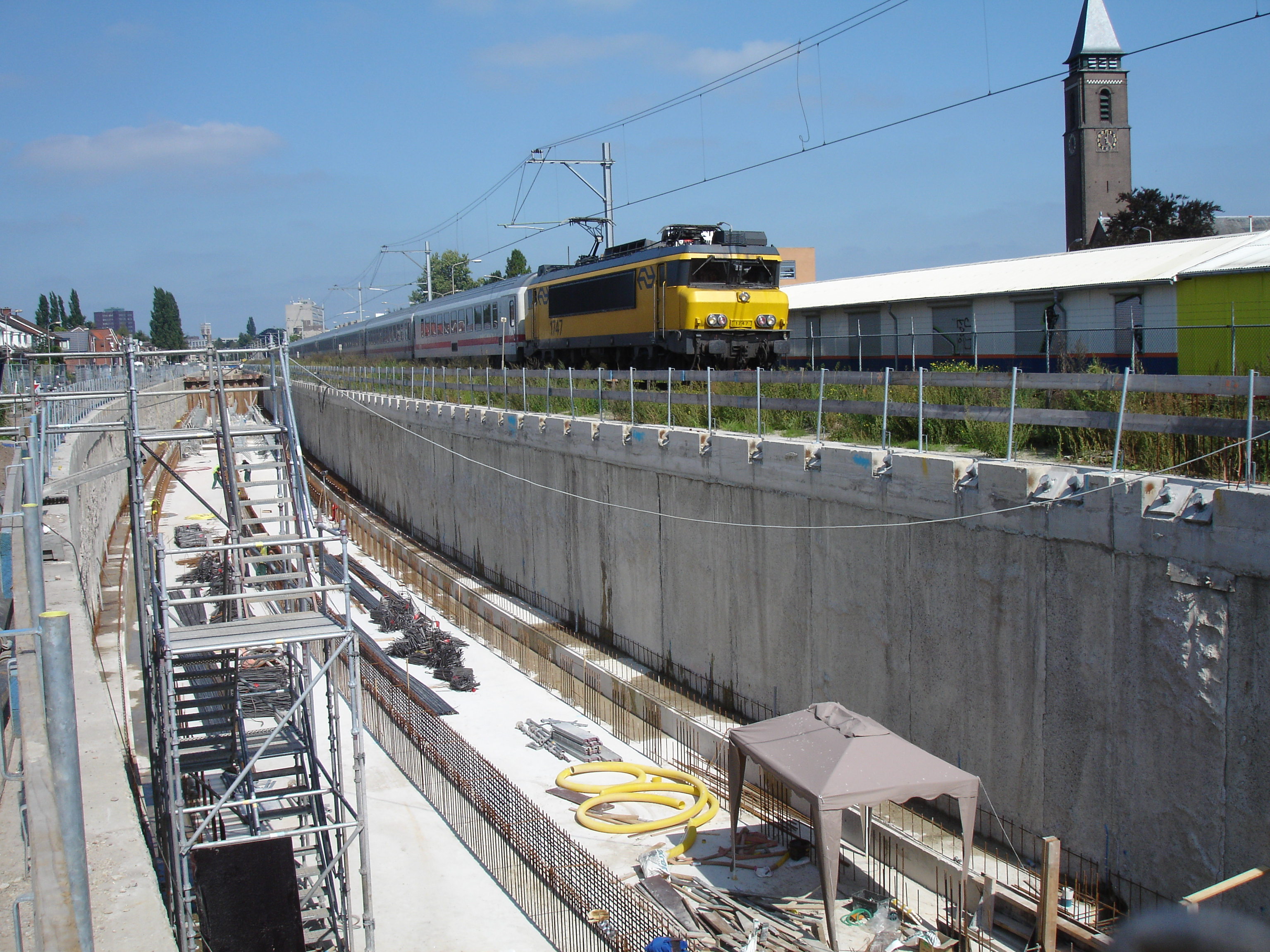
알멜로 시내 반지하화 공사

네덜란드 구간 중 알멜로-올덴잘간은 제2차 세계대전 종전 후인 1951년 5월 20일부터 네덜란드 간선 철도 기준인 직류 1500 V로 전철화되었다. 독일 구간은 그로부터 약 25년이 지난 후 독일 기준인 교류 15 kV로 전철화되었다. 올덴잘-바트 벤트하임 구간은 1975년에 전철화가 시작되어 1976년 5월 30일에 완공되었다. 바트 벤트하임역 1번선과 5번선은 네덜란드와 독일 양국의 전압을 전환할 수 있다. 바트 벤트하임역의 전압 전환을 담당하는 신호소는 1978년에야 완공되었기 때문에, 전철화 후 약 2년간은 디젤 입환 기관차를 통하여 기관차 교체가 진행되었다. 그 이전에는 네덜란드 헹엘로 및 올덴잘역에서 디젤 기관차로 교체되었다. 올덴잘역과 바트 벤트하임역은 국경 검문소로도 사용되었으나, 솅겐 조약 발효 이후 올덴잘역은 국경역의 기능을 상실했다.
2006년부터 2009년까지는 알멜로 시내 구간(알멜로-알멜로 더릿)이 반지하화되었다. 노선을 복개하지 않고 상층부가 개방된 형태이며, 전차선주 일부는 지상까지 올라온다. 프로젝트 이름은 알멜로 페르딥트(Almelo Verdiept)이며, 알멜로 시내의 철도 건널목이 지상 데크로 변경되었다.

## 운행

### 국제선
네덜란드 철도와 도이체 반에서 암스테르담-베를린 인터시티 노선을 운행한다. 배차 간격은 2시간이며, 바트 벤트하임에서 기관차 교체가 진행된다. 전철화 이전에는 헹엘로역에서 디젤 기관차가 연결되었다. ICE L 도입 이후에는 기관차 교체가 생략될 예정이다.
2006년까지는 국제선과 네덜란드 국내선 열차가 별도로 운행되었고, 알멜로, 아펠도른, 데벤터르 등에 정차하지 않고 암스테르담 중앙역까지 운행했다. 2006년부터 2012년까지는 네덜란드 국내에서도 정규 인터시티 열차에 준하여 트벤터-스히폴 구간의 다른 국내선 인터시티 열차와 같은 패턴으로 운행했다. 그 결과 같은 시간대에 운행했던 인터시티 열차의 운행이 취소되면서, 엔스헤데 방면 승객은 헹엘로에서 환승해야 했다. 2012년 12월 9일부터는 열차 운행이 다시 분리되었고, 스히폴에 종착하지 않고 암스테르담 중앙역으로 다시 운행했다. 네덜란드 국내선 인터시티와 같은 역에 정차하지만, 국내선 열차의 시간표를 변경하여 국제선과 운행이 겹치지 않도록 변경했다.
RB 61 열차가 네덜란드 헹엘로에서 독일 라이네, 오스나브뤼크, 뷘데를 경유하여 빌레펠트까지 운행한다.

### 네덜란드 국내선
알멜로-헹엘로 구간은 네덜란드의 주 간선으로 지정되어 있으며, 인터시티, 스프린터(Sprinter), 스톱트레인(Stoptrein) 열차가 엔스헤데까지 운행한다.
헹엘로-올덴잘 구간은 네덜란드 국내선 스톱트레인 열차가 운행한다.